# سیارک ۲۴۱۱۹۲
سیارک ۲۴۱۱۹۲ (به انگلیسی: 241192 Pulyny، نامگذاری:2007SH6)۲۴۱۱۹۲مین سیارک کشف شده‌است که در ۲۱ سپتامبر ۲۰۰۷ کشف شد.